# Ізварине (пункт контролю)
48°17′15″ пн. ш. 39°53′35″ сх. д. / 48.28750° пн. ш. 39.89306° сх. д.
Ізва́рине — пункт контролю через державний кордон України на кордоні з Росією.
Розташований у Луганській області, Краснодонська міськрада, в однойменному селищі міського типу на автошляху E40. Залізничний пункт контролю перебуває на станції Ізварине. З російського боку розташований пункт контролю «Донецьк», Ростовська область.
Вид пункту пропуску — автомобільний, залізничний. Статус пункту пропуску — міжнародний.
Характер перевезень — пасажирський, вантажний (для автотранспорту); вантажний (для залізничного).
Окрім радіологічного, митного та прикордонного контролю, автомобільний пункт пропуску «Ізварине» може здійснювати фітосанітарний, ветеринарний, екологічний та контроль Служби міжнародних автомобільних перевезень.
У той же час залізничний пункт контролю «Ізварине» може здійснювати усі вищезгадані форми контролю, окрім контролю Служби міжнародних автомобільних перевезень.
Пункт контролю «Ізварине» входить до складу однойменного митного посту Луганської митниці. Код автомобільного пункту пропуску — 70215 05 00 (11). Код залізничного пункту пропуску — 70215 06 00 (22).
У 10-х числах липня 2014 року «Ізварине» було відбите у проросійських бандугрупувань, при взаємодії з іншими підрозділами операцією керував капітан Войтенко Іван Іванович[джерело?].
З 2014 р. пункт знаходиться під контролем російських окупантів.